# Mike és Dave esküvőhöz csajt keres
A Mike és Dave esküvőhöz csajt keres (eredeti cím: Mike and Dave Need Wedding Dates) 2016-ban bemutatott amerikai filmvígjáték, amelyet Andrew J. Cohen és Brendan O'Brien forgatókönyvéből Jake Szymanski rendezett. A főbb szerepekben Zac Efron, Adam DeVine, Anna Kendrick és Aubrey Plaza látható.
Az Amerikai Egyesült Államokban 2016. július 8-án került mozikba a 20th Century Fox forgalmazásában. Magyarországon 2016. július 7-én mutatta be az InterCom Zrt.. Vegyes kritikákat kapott, de bevételi szempontból jól teljesített.

## Cselekmény
A film megtörtént eseten alapul: egy fiatal testvérpár apróhirdetést ad fel a Craigslisten, melyben húguk esküvőjére keresnek randipartnert. Nemsokára két lány jelentkezik is a hirdetésre.

## Szereplők
| Színész          | Szerep                    | Magyar hang       |
| ---------------- | ------------------------- | ----------------- |
| Zac Efron        | David "Dave" Stangle      | Markovics Tamás   |
| Adam DeVine      | Michael "Mike" Stangle    | Hamvas Dániel     |
| Anna Kendrick    | Alice Davis               | Csuha Bori        |
| Aubrey Plaza     | Tatiana Darcy             | Nemes Takách Kata |
| Stephen Root     | Burton "Burt" Stangle     | Törköly Levente   |
| Stephanie Faracy | Rosanne "Rosie" Stangle   | Vándor Éva        |
| Sugar Lyn Beard  | Jeanette "Jeanie" Stangle | Bozó Andrea       |
| Sam Richardson   | Eric Huddle               | Varga Rókus       |
| Alice Wetterlund | Terry kuzin               | Bánfalvi Eszter   |
| Mary Holland     | Becky                     | Kis-Kovács Luca   |
| Kumail Nanjiani  | Keanu                     | Viczián Ottó      |
| Jake Johnson     | Ronnie                    | Dévai Balázs      |
| Marc Maron       | Randy                     | Csankó Zoltán     |
| Wendy Williams   | önmaga                    | Peller Anna       |
| Lavell Crawford  | Keith                     | Kapácsy Miklós    |
| Erik Griffin     | taxis                     | Kerekes József    |
| Kai              | Eugene Cordero            | Renácz Zoltán     |

## Fordítás
Ez a szócikk részben vagy egészben  a   Mike and Dave Need Wedding Dates című angol Wikipédia-szócikk fordításán alapul.  Az eredeti cikk szerkesztőit annak laptörténete sorolja fel. Ez a jelzés csupán a megfogalmazás eredetét és a szerzői jogokat jelzi, nem szolgál a cikkben szereplő információk forrásmegjelöléseként.